# Paralelizm składniowy
Paralelizm składniowy, paralelizm syntaktyczny – stosowanie ciągów zdań o takiej samej lub podobnej budowie. Jest to równoległe występowanie podobnych zdań lub poszczególnych słów w obrębie fragmentu tekstu. 

## Przykłady
- "Gęby za lud krzyczące sam lud w końcu znudzą. I twarze lud bawiące na końcu lud znudzą" Adam Mickiewicz, Liryki lozańskie.
- "Na początku było Słowo, a Słowo było u Boga i Bogiem było Słowo. Ono było na początku u Boga" J 1,1.
- "Gdy się z okrętem źle dzieje, gdy dziur jego nie zatykamy, gdy wody z niego nie wylewamy, gdy się o zatrzymanie jego nie staramy, gdy dla bezpieczności jego wszystkim" Piotr Skarga, Kazania sejmowe.
- "Jeśli nie masz miłości, cóż jest, co ja czuję? Jeśli miłość jest, co to przebóg takowego? Jeśli dobra, skąd skutku nabywa tak złego? Jeśli zła, czemu sobie mękę tak smakuję?" Francesco Petrarca, Jeśli nie masz miłości...